# Herroinsaaret
Herroinsaaret är en ö i Finland. Den ligger i sjön Juojärvi och i kommunen Tuusniemi i den ekonomiska regionen  Nordöstra Savolax ekonomiska region  och landskapet Norra Savolax, i den sydöstra delen av landet, 300 km nordost om huvudstaden Helsingfors. Öns area är 0,5 hektar och dess största längd är 170 meter i sydväst-nordöstlig riktning.  Notera att namnet antyder att det är fråga om flera öar.